# Джорджо Паризі
Джорджо Паризі (4 серпня 1948 , Рим ) — італійський фізик -теоретик, дослідження якого зосереджено на квантовій теорії поля, статистичній механіці та складних системах. Найвідомішими його внесками є рівняння еволюції КХД для щільностей партонів, отримані за допомогою Гвідо Альтареллі, відомого як рівняння Альтареллі-Паризі або DGLAP, точне рішення моделі спінових стекол Шеррінгтона — Кіркпатріка, рівняння Кардар — Паризі — Чжан, що описує динаміку масштабування зростаючих інтерфейсів та вивчення кружлячих зграй птахів. Він був нагороджений Нобелівською премією з фізики 2021 року спільно з Клаусом Гассельманном та Сюкуро Манабе за новаторський внесок у теорію складних систем, зокрема «за відкриття взаємодії безладу та коливань у фізичних системах від атомних до планетарних масштабів».

## Основні моменти кар'єри
Джорджо Паризі здобув ступінь у Римському університеті Ла Сап'єнца в 1970 році під керівництвом Ніколи Кабіббо. Він був науковим співробітником Національної лабораторії Фраскаті (1971—1981) та запрошеним вченим Колумбійського університету (1973—1974), Інституту вищих наукових досліджень (1976—1977) та Вищої нормальної школи (1977—1978). З 1981 по 1992 рік він був професором теоретичної фізики в Римському університеті Тор Вергата, а зараз він працює професором квантових теорій у Римському університеті ла Сап'єнца. Він є членом товариства Саймонса «Проблема розтріскування скла». У 2018 році він був обраний президентом Національної академії деї Лінчеї (Accademia dei Lincei).

## Відзнаки та нагороди
Джорджо Паризі є членом Національної академії деї Лінчеї та іноземним членом Французької академії наук Американського філософського товариства та Національної академії наук США.
- Премія Фельтрінеллі, 1986 рік.
- Медаль Больцмана, 1992.

«Медаль Больцмана за 1992 рік вручається Джорджо Паризі за його фундаментальний внесок у статистичну фізику, і особливо за вирішення теорії середнього поля спінових стекол».
- Медаль Дірака МКТП, 1999.

"Джорджо Паризі відзначається своїм оригінальним і глибоким внеском у багато галузей фізики, починаючи від вивчення порушень масштабування в глибоких нееластичних процесах (рівняння Альтареллі-Паризі), пропозиції моделі утримання потоку надпровідника як механізму утримання кварків, використання суперсиметрії в класичних статистичних системах, запровадження мультифракталів у турбулентності, стохастичне диференційне рівняння для моделей зростання для випадкової агрегації (рівняння Кардар — Паризі — Чжан) та його новаторський аналіз методу реплікації, який дозволив зробити важливий прорив у нашому розуміння скляних систем і виявилося важливим у всьому предметі неупорядкованих систем".
- Премія Енріко Фермі, 2002 рік.

«За його внесок у теорію поля та статистичну механіку, і зокрема за фундаментальні результати щодо статистичних властивостей неупорядкованих систем».
- Премія Денні Гайнемана з математичної фізики, 2005 рік.

«Для фундаментальних теоретичних відкриттів у широких областях фізики елементарних частинок, квантової теорії поля та статистичної механіки; особливо для роботи зі спіновим склом та неупорядкованими системами».
- Премія Nonino «Італійський майстер нашого часу»[it], 2005.

"Всесвітньо відомий фізик-теоретик Джорджо Паризі досліджує непередбачуване, це означає все, що відбувається в реальному світі, і його ймовірні закони. Піонер складності, його дослідження правил і балансів усередині хаотичних систем, що висувають гіпотези про математичні інструменти, може зробити великі відкриття у всіх галузях людського знання — від імунології до космології. Його дослідження наступної «нитки Аріадни» лабіринту нашого існування"
- Премія Microsoft, 2007.

"Він зробив неабиякий внесок до фізики елементарних частинок, квантову теорію поля та статистичну механіку, зокрема до теорії фазових переходів та порушення симетрії реплік для спінових стекол. Його підхід до використання комп'ютерів для підтвердження висновків аналітичних доказів та активної мотивації подальших досліджень мав фундаментальне значення у його галузі".
- Премія Лагранжа, 2009. Її присуджують ученим, які зробили найбільший внесок у розвиток науки комплексності в різних галузях знань.[18]

- Медаль Макса Планка, 2011.

«За значний внесок у теоретичну фізику елементарних частинок, квантову теорію поля та статистичну фізику, особливо в системах із застиглим розладом, особливо у спінових стеклах»
- Nature Awards for Mentoring in Science — Італія [Архівовано 8 травня 2017 у Wayback Machine.], 2013 р. Премія за життєві досягнення. Премія щорічно вручається іншій країні науковим журналом "Природа".[20]

- Премія високої енергії та фізики частинок — премія EPS HEPP, 2015.

«За розробку імовірнісної теорії поля для динаміки кварків і глюонів, що дозволяє кількісно зрозуміти зіткнення з високими енергіями за участю адронів».
- Премія Ларса Онсагера, 2016 рік.

«За новаторської роботи із застосуванням ідей спінового скла до ансамблів обчислювальних задач, що дає як нові класи ефективних алгоритмів, так і нові погляди на фазові переходи в їх структурі та складності».
- Премія Померанчука, 2018.

«За видатні результати в квантовій теорії поля, статистичній механіці та теорії частинок».
- Премія Вольфа, 2021 рік.

"За революційні відкриття у невпорядкованих системах, фізики частинок та статистичної фізики. Премія Вольфа з фізики присуджується Джорджо Паризі як одному з найкреативніших і найвпливовіших фізиків-теоретиків за останні десятиліття. Його роботи мають великий вплив на різні галузі фізичних наук, охоплюючи галузі фізики частинок, критичних явищ, неупорядкованих систем, а також теорію оптимізації та математичну фізику".
- Номіновано на Clarivate Citation Laureates, 2021 рік.

«За революційні відкриття у квантовій хромодинаміці та при вивченні складних неупорядкованих систем»..
- Нобелівська премія з фізики, 2021 рік.

«За відкриття взаємодії безладу та коливань у фізичних системах від атомних до планетарних масштабів».

## Активізм
З 2016 року Джорджо Паризі очолює рух «Salviamo la Ricerca Italiana», щоб чинити тиск на уряд Італії та Європи, щоб розпочати фінансування фундаментальних досліджень вище прожиткового мінімуму.

## Вибрані публікації
- Parisi, Giorgio (1988). Statistical Field Theory. Addison Wesley. ISBN 978-0201059854.
- Mézard, Marc; Giorgio Parisi; Miguel Angel Virasoro (1987). Spin glass theory and beyond. Singapore: World Scientific. ISBN 978-9971-5-0115-0.
- Parisi, Giorgio (2006). La chiave, la luce, l'ubriaco. Roma: Di Renzo Editore. ISBN 978-88-8323-149-0.
- Parisi, Giorgio; Auletta Gennaro; Fortunato Mauro (2009). Quantum Mechanics. Cambridge University Press. ISBN 978-0-521-86963-8.
- Parisi, Giorgio; Urbani Pierfrancesco; Zamponi Francesco (2020). Theory of Simple Glasses. Cambridge University Press. ISBN 9781108120494.